# آنتون شوماخر
آنتون شوماخر (انگلیسی: Anton Schumacher؛ زادهٔ ۱ دسامبر ۱۹۳۸) بازیکن فوتبال اهل آلمان است.
از باشگاه‌هایی که در آن بازی کرده‌است می‌توان به باشگاه فوتبال کلن و باشگاه فوتبال مشلان اشاره کرد.